# Milan Nikolić (cantante)
Milan Nikolić, noto anche con lo pseudonimo di Milaan (in serbo Милан Николић?; Jagodina, 2 luglio 1979), è un musicista e cantante serbo, suonatore di fisarmonica e rappresentante della Serbia all'Eurovision Song Contest 2009 con il brano Cipela, in collaborazione con il cantante Marko Kon.

## Biografia
Diplomato all'Accademia musicale a Parigi, Milan Nikolić ha ottenuto popolarità a partire dall'inizio degli anni 2000, quando ha vinto vari premi e riconoscimenti nell'ambito della musica folk serba.
Il 7 e l'8 marzo 2009 ha partecipato, insieme a Marko Kon, a Beovizija, il processo di selezione del rappresentante eurovisivo serbo, presentando il brano Cipela. Pur essendo arrivati solo quarti su 11 nel televoto, hanno vinto il voto della giuria, totalizzando abbastanza punti da essere incoronati vincitori del programma. Nella seconda semifinale dell'Eurovision Song Contest 2009, che si è tenuta a Mosca il successivo 14 maggio, si sono piazzati al 10º posto su 19 partecipanti con 60 punti ottenuti. Nonostante di norma i primi dieci arrivati in semifinale procedano alla finale, quell'anno era presente una regola secondo cui il decimo finalista sarebbe stato scelto da una giuria, la quale ha selezionato la canzone croata, arrivata solo 13ª nel televoto. Marko Kon e Milan Nikolić sono risultati i più votati della serata dal pubblico di Croazia, Francia e Slovenia.

## Discografia

### Album in studio
- 2018 – Bravo

### Singoli
- 2009 – Cipela (con Marko Kon)